# Doce de Octubre, Nuevo León
Doce de Octubre är en ort i Mexiko.   Den ligger i kommunen Juárez och delstaten Nuevo León, i den centrala delen av landet, 700 km norr om huvudstaden Mexico City. Doce de Octubre ligger 377 meter över havet och antalet invånare är 289.
Terrängen runt Doce de Octubre är platt, och sluttar brant österut. Runt Doce de Octubre är det ganska tätbefolkat, med 83 invånare per kvadratkilometer. Närmaste större samhälle är Ciudad Guadalupe, 20,0 km väster om Doce de Octubre. I omgivningarna runt Doce de Octubre växer huvudsakligen savannskog.